# Suspension (géomorphologie)
Pour les articles homonymes, voir Suspension.

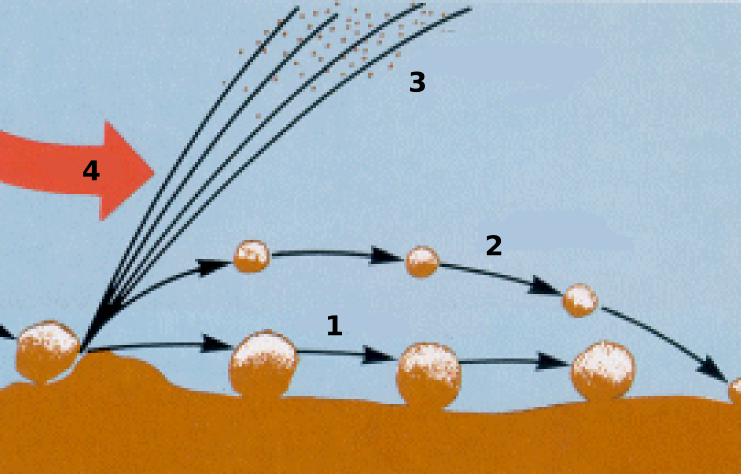
1-charriage
2-saltation
3-suspension
4-sens du courant ou du vent

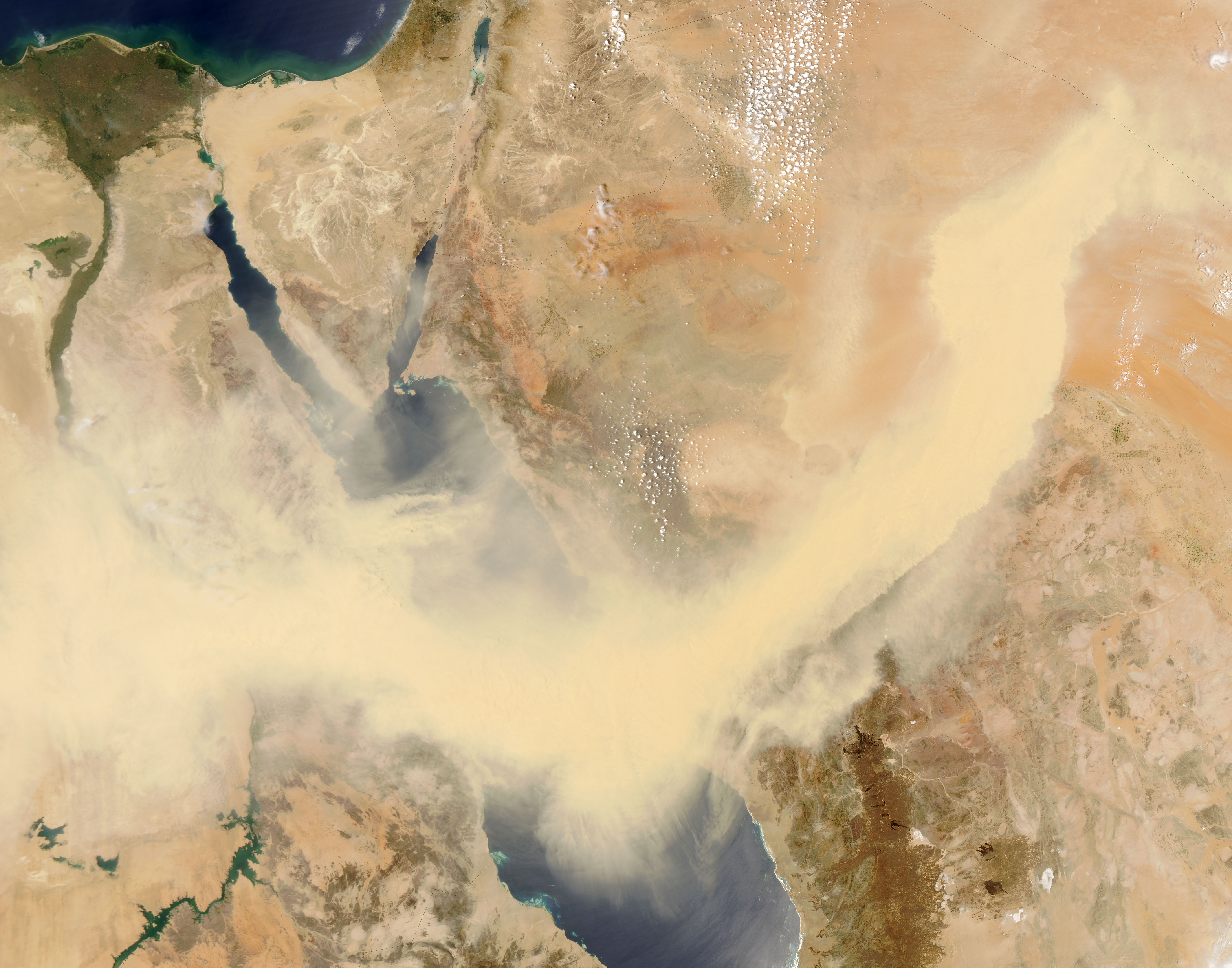
Une bande de sable au-dessus de la mer Rouge, 2005

La suspension est un processus de transport de sédiment par l'eau ou par le vent. Les particules (de la taille des limons, voire des sables fins) sont emportées, sans se redéposer, sur de longues distances. Dans le cas de transport éolien, la suspension fait suite à une érosion des matériaux par déflation. Le phénomène est à l'origine du dépôts de lœss.
Les particules transportées en suspension sont appelées des matières en suspension.